# Swaine & Co.
Swaine & Co. (S & C oder S & Co.) war der Name einer zu Beginn des 19. Jahrhunderts in Thüringen gegründeten Porzellan-Manufaktur und Puppenfabrik mit Firmensitz in Hüttensteinach.

## Geschichte
Die Porzellanfabrik Swaine & Co. stellte ab 1910 – jedoch nur für kurze Zeit – Charakterpuppen her. Für die Sammler „antiker Puppen“ gaben die an den Puppen eingeritzten Marken S & C oder S & Co. in Verbindung mit einem grünen Stempelabdruck wie etwa „GESCHÜTZT GERMANY“ bis zum Erscheinen von Cieslik's Lexikon der deutschen Puppenindustrie, das 1999 in zweiter, überarbeiteter Auflage erschien, lange Zeit Rätsel auf.
An Porzellanköpfen von Swaine & Co. finden sich mitunter auch die Buchstaben BP, DV und D.V., D LORI DI, DIP sowie FP. Laut der Deutschen Puppen-Enzyklopädie (Cieslik's Lexikon ...) ist eine „[...] eindeutige Zuordnung“ von Puppen mit diesen Einritzungen jedoch nur in Verbindung mit dem grünen Stempel möglich.